# Mariä Himmelfahrt (Inhausen)

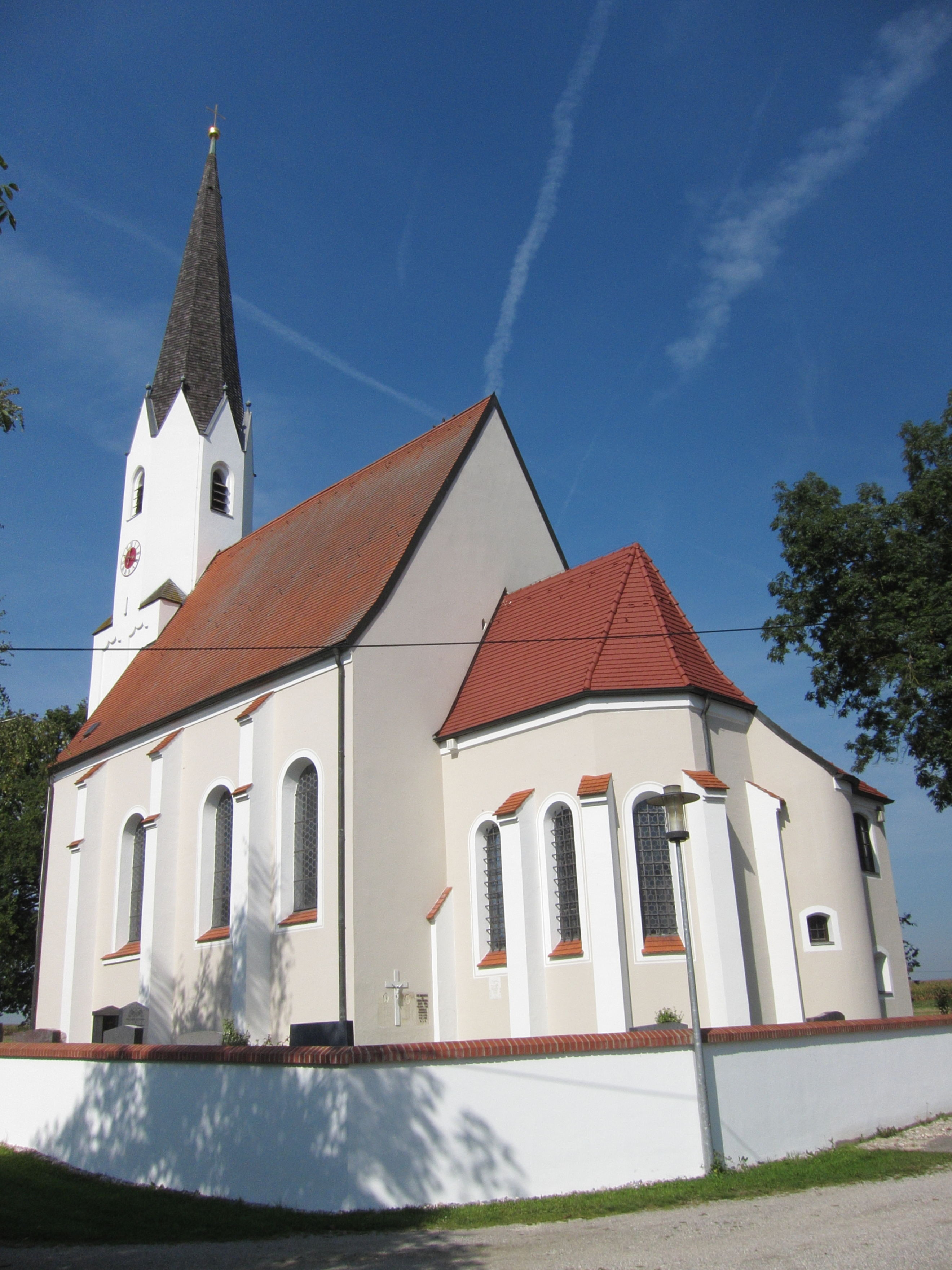
Mariä Himmelfahrt in Inhausen

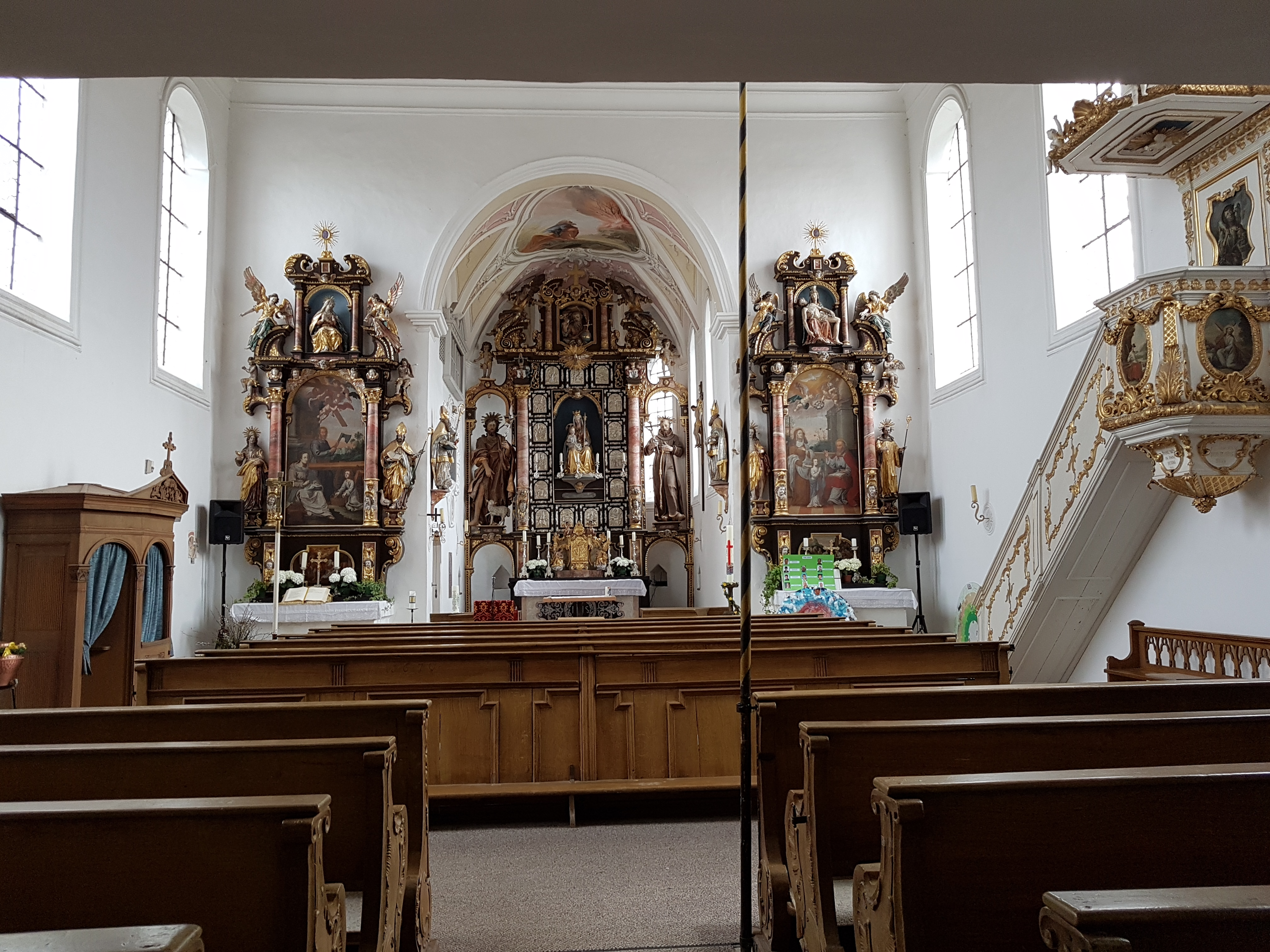
Innenraum

Die römisch-katholische Filialkirche St. Mariä Himmelfahrt steht in Inhausen, einem Gemeindeteil von Haimhausen im oberbayerischen Landkreis Dachau. Das Bauwerk ist in der Liste der Baudenkmäler in Haimhausen als Baudenkmal unter der Nr. D-1-74-121-13 eingetragen. Das Patrozinium der Kirche wird am 15. August (Mariä Himmelfahrt) gefeiert. Die Kirche gehört zum Dekanat Dachau des Erzbistums München und Freising.

## Beschreibung
Die gotische Saalkirche wurde um 1450 erbaut. Um 1660 und 1761 fanden barocke Umgestaltungen statt. Sie besteht aus dem Langhaus, dem eingezogenen, dreiseitig geschlossenen, um 1660 erhöhten Chor im Osten, die beide durch Strebepfeiler gestützt werden, der Sakristei und einem darüber liegenden Oratorium an der Nordwand des Chors sowie dem Kirchturm auf quadratischem Grundriss im Westen. Das achteckige Obergeschoss des Turms enthält die Turmuhr und den Glockenstuhl mit zwei Glocken. Zwischen seinen acht Giebeln erhebt sich ein spitzer Helm.
Der Innenraum des Langhauses ist mit einem Spiegelgewölbe überspannt. Die Fresken an den Decken gestaltete 1761 Johann Georg Dieffenbrunner. Die Altäre wurden um 1660 aufgestellt. Die Orgel wurde 1735 von Quirin Weber gebaut.